# أدريان لامو
أدريان لامو (بالإنجليزية: Adrian Lamo) ولد في عام 1981، هو أمريكي من أصل كولومبي، اشتهر كـ قرصان رمادي القبعة. حصل على اهتمام وسائل الإعلام بسبب قيامه باقتحام العديد من شبكات الحاسوب رفيعة المستوى ومنها تلك الخاصة بـ نيويورك تايمز وياهو! وميكروسوفت إلى أن اعتقل في عام 2003. في 2010 تورط في قضية ويكيليكس حيث أفاد أدريان للسلطات الفدرالية أن برادلي ماننغ قد قام بتسريب مئات الآلاف من الوثائق الحساسة الخاصة بحكومة الولايات المتحدة مما أدى إلى القبض عليه.

## روابط خارجية
- أدريان لامو على موقع IMDb (الإنجليزية)
- أدريان لامو على موقع إن إن دي بي (الإنجليزية)
- أدريان لامو على موقع قاعدة بيانات الفيلم (الإنجليزية)